# 科歐·龐普里亞楊
科歐·龐普里亞楊（皇家轉寫：Kaeo Phongprayun，發音：[kɛ̂ːw pʰōŋ.prà.jūːn]，1980年3月28日—）是泰國業餘拳擊手，贏得2012年夏季奧運會銀牌，是泰國皇家陸軍中士。
科歐·龐普里亞楊贏得2009年亞洲業餘拳擊錦標賽和2009年、2011年次輕量級東南亞運動會金牌。

## 資訊
- AIBA Bio （页面存档备份，存于）